# Dadaisme

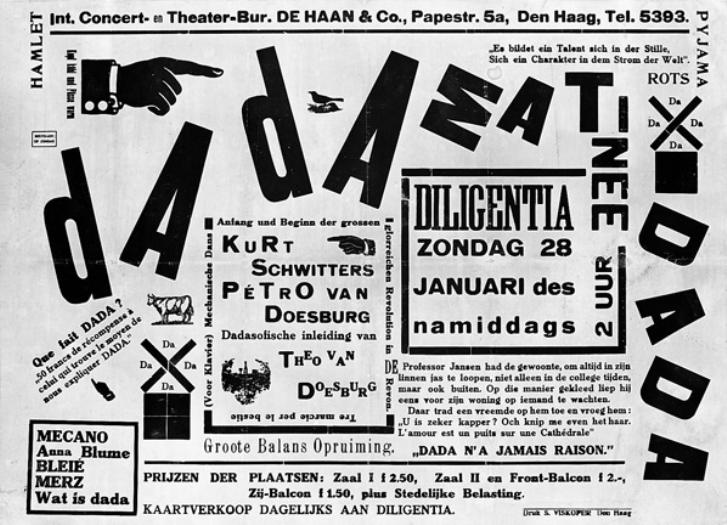
1920 -el moviment Dadà. Auric, Picabia, Ribemont-Dessaignes, Germaine Everling, Casella i Tzara.

El dadaisme, també conegut com a moviment dadà, va ser un moviment intel·lectual, literari i estètic d'avantguarda, desenvolupat entre el 1916 i el 1925, precedent immediat del surrealisme. Proposava la negació de tot, la destrucció per la destrucció. Pretenia crear confusió sense alternativa, l'oposició al concepte de raó instaurat pel positivisme. El dadaisme es va caracteritzar per rebel·lar-se en contra de les convencions literàries, i especialment artístiques, per burlar-se de l'artista burgès i del seu art.
A Catalunya, la relació amb el dadaisme va ser molt directa, a causa d'un grup d'artistes d'avantguarda que, per mitjà de les Galeries Dalmau, van donar a conèixer les obres del moviment i també per la presència de Francis Picabia, que va viure a Barcelona (1916-1917) i hi va fundar la revista ‘391’, portaveu de la nova tendència.
El moviment va caracteritzar-se per una postura nihilista, irracional i primitivista, i per una posada en qüestió de totes les convencions i una oposició violenta a les ideologies, l'art, i la política tradicionals. El moviment dadà va influir de manera profunda i clara en moviments posteriors i més recents, com ara el neodadaisme o el pop art.
Per entendre bé el dadaisme, cal tenir en compte el context sociopolític en el que va sorgir, així com adoptar una visió crítica que ens permeti qüestionar els dogmes que regien -i encara regeixen- les nostres vides.

## La creació del moviment
El dadaisme va sorgir com una resposta a l'absurditat de l'enfrontament bèl·lic que assolava Europa, als interessos burgesos que havien inspirat el conflicte i a la rigidesa intel·lectual opressiva tant en el món de l'art com en els aspectes quotidians de la societat d'aquell temps.
La ciutat de Zúric era el refugi de diferents personalitats: desertors, emigrats polítics, objectors de consciència, artistes, literats i poetes com Tristan Tzara i Marcel Janco, a qui la declaració de guerra de Romania (la seva pàtria) els va sorprendre en la ciutat suïssa. El naixement del moviment, el 1916, durant la Primera Guerra Mundial, a Zúric, pot atribuir-se a Hugo Ball qui, amb la col·laboració de Tzara, Janco, Emmy Hennings, Richard Huelsenbeck, Sophie Taeuber-Arp i Jean Arp, va posar radicalment en qüestió els modes d'expressió tradicionals i els fonaments de l'art.
Hugo Ball i els seus companys vivien exiliats en aquesta ciutat suïssa i discutien el rol de l'art, alhora que presentaven actuacions al Cabaret Voltaire expressant el fàstic que els provocava la guerra i els interessos que l'havien inspirada.
Segons diverses fonts, el dadà va néixer el 6 d'octubre en aquest cabaret i va consistir en un espectacle de varietats amb cançons franceses i alemanyes, música russa, música negra i exposicions d'art. Aquest mateix any es va publicar un pamflet titulat Cabaret Voltaire que contenia aportacions de Guillaume Apollinaire, Filippo Tommaso Marinetti, Pablo Picasso, Amedeo Modigliani i Vassili Kandinski; en la coberta apareixia un dibuix de Jean Arp. Durant la primera vesprada d'actes al cabaret, el 14 de juliol del 1916, Ball va recitar el primer manifest dadà. El 1917 es va inaugurar la Galeria Dadà.
El 1918, Tzara escrigué un altre manifest dadà considerat un dels més importants entre els escrits del moviment. Altres manifests els seguiren.
Després que el cabaret fos tancat, les activitats foren traslladades a una nova galeria, i Hugo Ball va deixar Europa. Tzara va començar una campanya agressiva per estendre les idees del dadaisme, bombardejant els artistes i escriptors francesos i italians amb cartes, i aviat va emergir com a líder i mestre estrateg del dadaisme.

## Origen del nom
L'origen d'aquest mot és poc clar:
- Alguns creuen que és una paraula mancada de tot sentit. D'altres diuen que s'origina del fet que els artistes romanesos Tristan Tzara i Marcel Janco feien servir freqüentment les paraules "da, da" que signifiquen "sí, sí" en romanès.
- Altres creuen que els artistes buscaven un nom per al seu nou moviment i triaren un nom apunyalant un diccionari francès-alemany i agafant la paraula que la punta del ganivet va assenyalar.
- També s'ha dit que va ser anomenat dadà per pur atzar lúdic. Per demostrar que tot era absurd, els artistes batejaren el moviment que acabaven de crear obrint arbitràriament un diccionari que coincidí en el mot «dada»,que significa ‘cavall de fusta’ en francès. De fet, segons Giovanni Lista, això es basava en la voluntat d'adscriure el moviment a un retorn als valors infantils.
- Segons l'ideari dadà, el moviment no s'havia pas d'anomenar dadaisme i molt menys ser designat com un moviment artístic.
- Hans Arp, membre del grup el 1921, declara el següent en una revista del moviment: Declaro que Tristan Tzara va trobar la paraula «dadà» el 8 de febrer de 1916 a les sis de la tarda. […] Estic convençut que aquesta paraula no té cap importància i que solament els imbècils poden interessar-se per les dades. El que a nosaltres ens interessava és l'esperit dadaista, i tots nosaltres érem dadaistas abans de l'existència del Dadaisme.
- El mateix Tzara oferí diverses explicacions sobre la paraula, totes apuntant el sensesentit de la mateixa i, no obstant, confuses. Entre aquestes hi trobem, al Manifest dadaista del 1918, el següent: "Dadà no significa res. Si algú ho considera inútil, si algú no vol perdre el seu temps amb una paraula que no significa res […] Pels periòdics sabem que els negres kru criden dadà a la cua de la vaca sagrada. La galleda i la mare a certa comarca d'Itàlia reben el nom de dadà. Un cavall de fusta en francès, la nodrissa, la doble afirmació en rus i en romanès: dadà".

## Desenvolupament
L'expansió del missatge dadaista va ser intensa, àmplia i va tenir repercussions en tots els camps artístics. A Alemanya va trobar adeptes entre els intel·lectuals i artistes que recolzaven el moviment espartaquista. A França va guanyar les simpaties d'escriptors com Breton, Louis Aragon, el poeta italià Ungaretti.
El Dadaisme sol ser una successió de paraules, lletres i sons a la qual és difícil trobar-li lògica. Es distingeix per la inclinació cap al dubtós, la mort, el fantasiós, i per la constant negació. Així, busca renovar l'expressió mitjançant l'ocupació de materials inusuals o manejant plans de pensaments abans no barrejables, la qual cosa comporta a una tònica general de rebel·lia o destrucció. El Dadaisme és caracteritzat, també, per gestos i manifestacions provocadores en les quals els artistes pretenien destruir totes les convencions pel que fa a l'art, creant, d'aquesta forma, un antiart. El moviment dadaista és un moviment antiartístic, antiliterari i antipoètic perquè qüestiona l'existència de l'art, la literatura i la poesia. De fet, per definició, qüestiona el propi Dadaisme.
El Dadaisme es presenta com una ideologia total, com una forma de viure i com un rebuig absolut de tota tradició o esquema anterior. En el fons és un antihumanisme, entenent per humanisme tota la tradició anterior, tant filosòfica com a artística o literària. No per casualitat en una de les seves primeres publicacions havia escrit com a capçalera la següent frase de Descartes: «No vull ni tan sols saber si abans de mi va haver-hi un altre home.»
El Dadaisme es manifesta contra la bellesa eterna, contra l'eternitat dels principis, contra les lleis de la lògica, contra la immobilitat del pensament, contra la puresa dels conceptes abstractes i contra l'universal en general. Propugna, en canvi, la desenfrenada llibertat de l'individu, l'espontaneïtat, l'immediat, actual i aleatori, la crònica contra la intemporalitat, la contradicció, el «no» on els altres diuen «sí» i el «sí» on els altres diuen «no»; defensa el caos contra l'ordre i la imperfecció contra la perfecció. Per tant, en el seu rigor negatiu, també està contra el modernisme, i les altres avantguardes: l'expressionisme, el cubisme, el futurisme i l'abstraccionisme, acusant-los, en última instància, de ser succedanis de quant ha estat destruït o és a punt de ser-ho. L'estètica dadaista nega la raó, el sentit, la construcció del conscient. Les seves formes expressives són el gest, l'escàndol, la provocació. Per al Dadaisme, la poesia està en l'acció i les fronteres entre art i vida han de ser abolides.
L'aportació permanent del Dadaisme a l'art modern és el qüestionament continu de què és l'art o què és la poesia; la consciència que tot és una convenció que pot ser qüestionada i que, per tant, no hi ha regles fixes i eternes que legitimin de manera històrica l'artístic. Gran part del que l'art actual té de provocació (com la mescla de gèneres i matèries pròpia del collage) ve del Dadaisme.
Amb la finalitat d'expressar el rebuig de tots els valors socials i estètics del moment, i tota mena de codificació, els dadaistes recorrien amb freqüència a la utilització de mètodes artístics i literaris deliberadament incomprensibles, que es recolzaven en l'absurd i irracional. Les seves representacions teatrals i els seus manifests buscaven impactar o deixar perplex al públic amb l'objectiu que aquest reconsiderés els valors estètics establerts. Per a això utilitzaven nous materials, com els de deixalla oposats al carrer, i nous mètodes, com la inclusió de l'atzar per determinar els elements de les obres. El pintor i escriptor alemany Kurt Schwitters va destacar pels seus collages realitzats amb paper usat i altres materials similars. L'artista francès Marcel Duchamp va exposar com a obres d'art productes comercials corrents —un assecador d'ampolles i un urinari— als quals va denominar ready-mades.

En poesia el Dadaisme obre el camp per a l'arribada del surrealisme i ajuda a crear un llenguatge poètic lliure i sense límits. Per entendre què és l'estètica dadaista al món de la poesia res millor que recollir els consells que Tzara proposa per fer un poema dadaista. El text va ser publicat en la recopilació Set manifests dadà, «Dadà manifest sobre l'amor feble i l'amor amarg», VIII (1924).
Agafi un periòdic
Agafi unes tisores
Esculli en el periòdic un article de la longitud que explica donar-li al seu poema
Retalli l'article
Retalli de seguida amb cura cadascuna de les paraules que formen l'article i fiqui-les en una borsa
Agiti-la suaument
Ara tregui cada retallada un darrere l'altre
Copiï consciensudament
en l'ordre en què hagin sortit de la borsa
El poema s'assemblarà a vostè
I és vostè un escriptor infinitament original i d'una sensibilitat embruixadora, encara que incomprès del comú.
El Dadaisme va deixar com llegat les revistes i el manifest, que són la millor prova de les seves propostes. Però, per definició, no existeix una obra dadà. El propi del dadaisme eren les vetllades dadà realitzades en cabarets o galeries d'art on es barrejaven fotomuntatges amb frases aïllades, paraules, pancartes, recitals espontanis i un cerimonial continu de provocació.
Encara que els dadaistes van utilitzar tècniques revolucionàries, les seves idees contra les normes es basaven en una profunda creença, derivada de la tradició romàntica, en la bondat intrínseca de la humanitat quan no ha estat corrompuda per la societat.
Per als artistes dadaistes, res del que la humanitat havia aconseguit era valuós, ni tan sols l'art. D'acord amb els seus components, el dadaisme no era una forma d'art, sinó d'antiart. Per tot allò que l'art representava, el dadà s'identificava amb els seus valors oposats. Mentre que l'art es preocupava per l'estètica, el dadaisme la ignorava. Si l'art havia de tenir com a mínim un missatge implícit o latent, el dadaisme buscava l'absència completa de sentit: la interpretació del dadà és completament dependent de l'espectador. Si l'art ha d'apel·lar a la sensibilitat, el dadà ha d'ofendre. És potser, irònicament, per aquest motiu que el dadaisme fou un moviment inspirador de l'art modern. El dadà es convertí en una crítica de l'art i del món com a tal, i va esdevenir un art en si mateix.
No hi havia un intent de trobar el significat en el desordre, sinó més aviat d'acceptar el desordre com la mateixa natura del món, i fer-lo servir com la manera per a expressar el seu disgust per l'estètica de l'anterior ordre. Per mitjà d'aquest rebuig de la cultura i l'estètica tradicionals esperaven acabar amb aquestes.
La irracionalitat deliberada, el rebuig de les convencions dins l'art, el trencament amb la il·lusió, el cinisme, l'absurd, l'atzar i el factor de la casualitat caracteritzen aquest moviment.
Un poc abans de la fi de la guerra, el moviment dadà s'instal·là a Alemanya, concretament a Berlín, però també a Colònia i a Hannover, on s'adjuntà a la revolta política de tendències marxistes.
Com a forma de revolta individual i solitària contra la civilització occidental, la contestació cultural dadaista es plasmà en la turbulència provocativa i irrisòria de les seues manifestacions, moltes vegades en públic.
De manera general i per primer cop, les dones foren acceptades com a artistes completament, com a camarades de joc, còmplices i complementàries amb els homes, no únicament com a amants o objectes per a la contemplació de l'art.
Les activitats del dadaisme incloïen reunions socials, manifestacions i publicació de revistes d'art i literatura. La crònica apassionada del món artístic, la política i la cultura impregnava les seves publicacions.

## El Dadaisme a Nova York (1913-1920)
Duchamp, Picabia, Mina Loy, Jean Crotti, com a europeus refugiats, juntament amb els nord-americans Man Ray, Beatrice Wood, Morton Schamberg, Clara Tice, Elsa von Freytag-Loringhoven, Florine Stettheimer uns altres donen vida al Dadaisme novaiorquès.
Duchamp va arribar de París a Nova York amb un regal dels francesos per als nord-americans (particularment per al col·leccionista Walter Arensberg) que consistia en una bola de cristall amb aire de París. Era el començament dels ready-mades (una roda de bicicleta muntada sobre un tamboret, un ampoller, un orinal, etc.), objectes trets de la realitat i llocs en l'esfera de l'art per la simple acció i voluntat de l'artista. El delit estètic estava fos de les seves intencions i l'elecció dels objectes:
...es basava en una reacció d'indiferència visual, amb la total absència de bon o mal gust... de fet una completa anestèsia...
Aquests refugiats es van integrar amb els corrents avantguardistes que des de començaments del segle s'estaven gestant a Harlem, Greenwich Village i Chinatown. Encara que Nova York no era Zuric, ni existia aquest clima de refugiats polítics de la ciutat suïssa, l'esperit iconoclasta. La majoria d'artistes dadaistes tenien un pensament nihilista.
En 1913 va tenir lloc a Nova York l'Exposició Internacional d'Art Modern, més coneguda com el Armory Show. Allí, el Nu descendint una escala de Marcel Duchamp va causar una autèntica commoció i va ser qualificada d'obra mestra per Breton. Duchamp es va convertir en la bèstia negra de l'art modern. Marcel Duchamp ha passat a la història com un dels artistes més enigmàtics i intel·ligents.
L'obra més important de Duchamp és La mariée mise à nu par ses célibataires, même («La casada despullada pels seus solters») coneguda popularment com el Gran Vidre. Ja coneguda en com el gran vidre. En aquesta obra, entre altres coses, Duchamp utilitza tècniques en les quals posa de manifest la seva preocupació per la correcció matemàtica en l'ús de les formes. La peça està precedida en el seu procés de realització per multitud de dibuixos en els quals va calcular tots els detalls amb precisió matemàtica, com si es tractés d'una màquina. També utilitza l'atzar en admetre com a part de la peça els trencaments que aquesta va sofrir el 1923 en ser traslladada a una exposició a Brooklyn. Duchamp va dir que allò no alterava la peça, sinó que era llavors quan la donava per acabada.
Man Ray va desenvolupar el Dadaisme en pintura, fotografia i en la fabricació d'objectes antiart. Hans Richter el defineix com un inventor pessimista, transformant objectes que l'envoltaven en objectes inútils, creant obres amb subtítols com: "objecte per ser destruït", o "fent fotografies sense càmera".
Al març de 1915 neix la revista 291 per Picabia i Stieglitz. El nom de la revista l'havien pres del nombre de la casa ocupada per una galeria d'art a la Cinquena Avinguda. La revista posa sobre la taula les idees de l'antiart: una absoluta falta de respecte per tots els valors, alliberament de tots els convencionalismes socials i morals i destrucció de tot allò que es coneix com a art. Per Duchamp i Picabia l'art està mort; el Dadaisme volia la desintegració de la realitat i els ready-mades no són art, sinó antiart.
El Dadaisme a Nova York tindrà un important suport del fotògraf Alfred Stieglitz, la seva galeria 291 i la seva revista Camera Work. Per Stieglitz i el grup de joves fotògrafs que va aglutinar sota el moviment conegut com a Photo-Secession, la fotografia podia ser també vista i feta com a art, i no simplement com un mitjà de reproduir la realitat. Així, Stieglitz es va convertir en un dels precursors de la fotografia moderna.

## El Dadaisme a Alemanya
És a Alemanya on el Dadaisme adquireix un caire més marcadament polític. Ideològicament, les postures dels artistes dadaistes eren comunistes i, en alguns casos, anarquistes. Després de la guerra, Alemanya entra en una situació crítica. Després de la revolució bolxevic, la Lliga Espartaquista alemanya ―l'esquerra socialista― assaja també la revolució a Alemanya. En tota aquesta agitació social un grup d'artistes van a incorporar-se a les tesis esquerranes: serà el Moviment dadaista.
Procedent del grup de Zuric, Richard Hülsenbeck, porta a Berlín l'esperit dadaista, però molt més radical contra les anteriors escoles avantguardistes com el futurisme o el cubisme. El 1918, en el Saló de la Nova secessió, Hülsenbeck dona el primer discurs dadaista a Alemanya, solidaritzant-se en primer lloc amb els dadaistes de Zuric per després atacar violentament al cubisme, a l'expressionisme i al futurisme. Poc després va elaborar el primer manifest dadaista a Alemanya. Hülsenbeck i el poeta Raoul Hausmann van promoure declaracions i manifestos a partir del Dadà Club.
Al club Dadà que es van unir Kurt Schwitters, Hannah Höch i Herzfeld. La constitució de la República de Weimar el 1919 marca la fi dels projectes polítics dadaistes i la seva recol·locació dins d'un marc estrictament artístic. Tot i que Tzara havia estat tractat com un autèntic messies quan va arribar-hi, ràpidament van sorgir els conflictes interns entre dos bàndols del moviment. El grup d’André Breton va anar guanyant protagonisme i l’hegemonia de Tzara com a líder del moviment es va veure amenaçada. Durant la primavera de 1921 es van realitzar una sèrie d’actes anomenats “Estació Dadà” que tenien la intenció de revitalitzar el panorama dadà. Aquests actes van convertir-se en una lluita silenciosa entre Breton i Tzara pel control del moviment.
La balança es va acabar decantant cap a Breton, autor de la performance més famosa d’aquesta “Estació Dadà”: el “procés a Barrès”. Es tractava d’un judici fictici a l’escriptor Auguste-Maurice Barrès, a qui acusaven de traïdor pels seus ideals nacionalistes. Breton liderava el tribunal amb seriositat i amb clares intencions polítiques. En canvi, Tzara, interpretava el paper de testimoni amb la seva habitual ironia i dirigint insults al grup de 38 Breton. Aquesta performance és una imatge perfecta de les divergents visons de Breton i Tzara. El primer tenia la intenció de dirigir Dadà cap a camins més estructurats, amb implicacions polítiques i símbols ideològics. El segon volia preservar l’essència volàtil i eternament absurda que havia definit sempre el dadaisme.
El Dadaisme berlinès passarà a la història per la incorporació de les noves tècniques artístiques de difusió d'idees entre les masses, principalment el fotomuntatge. Els dadaistes van utilitzar la tècnica del fotomuntatge i del collage per plasmar la realitat que els circumdava, utilitzant material visual tret dels mitjans de comunicació.

## Fi del dadaisme
El dadaisme s'estengué pel món sencer, el seu esperit va conservar-se molt de temps i va influir artistes com ara Ernst, Breton, Crevel, Desnos, Jacob, Soupault, Robert o Sonia Delaunay, fins que l'any 1924 el «Manifeste du surréalisme» va ajudar a la fi històrica del dadaisme.
Autors com De Micheli afirmen que el dadaisme va ser un moviment d'emergència, una cosa que no es podia estructurar ni encarrilar, ni adquirir una identitat o una llar per a establir-s'hi tota la vida, era just i "entrava en la lògica dadaista que Dadà matés a Dadà".
El dadaisme no va néixer per ser una doctrina permanent; la seva naturalesa efímera era part dels seus principis. L'inici de la decadència va donar-se quan va arribar a París el 1921. Tot i que Tzara havia estat tractat com un autèntic messies quan va arribar-hi, ràpidament van sorgir els conflictes interns entre dos bàndols del moviment. El grup d’André Breton va anar guanyant protagonisme i l’hegemonia de Tzara com a líder del moviment es va veure amenaçada. Durant la primavera de 1921 es van realitzar una sèrie d’actes anomenats “Estació Dadà” que tenien la intenció de revitalitzar el panorama dadà. Aquests actes van convertir-se en una lluita silenciosa entre Breton i Tzara pel control del moviment.
La balança es va acabar decantant cap a Breton, autor de la performance més famosa d’aquesta “Estació Dadà”: el “procés a Barrès”. Es tractava d’un judici fictici a l’escriptor Auguste-Maurice Barrès, a qui acusaven de traïdor pels seus ideals nacionalistes. Breton liderava el tribunal amb seriositat i amb clares intencions polítiques. En canvi, Tzara, interpretava el paper de testimoni amb la seva habitual ironia i dirigint insults al grup de Breton. El primer tenia la intenció de dirigir Dadà cap a camins més estructurats, amb implicacions polítiques i símbols ideològics. El segon volia preservar l’essència volàtil i eternament absurda que havia definit sempre el dadaisme.
El sis de juliol de 1923 es va fer definitiva la ruptura entre les dues parts. Tzara havia organitzat pel seu compte un espectacle al Teatre Michel, amb lectures de poemes, danses i projeccions. Breton estava entre el públic i, quan Pierre de Massot va llegir una proclama contra Picasso, va pujar enfurismat a l’escenari per tal de defensar-lo. Breton va donar un cop de bastó a Massot, provocant-li una fractura al nas. Això va desencadenar una baralla entre els dos bàndols en què va haver d’intervenir la policia. Va ser un punt de no retorn i, a partir de llavors, Breton va sentir menyspreu pel dadaisme i va fundar el seu propi moviment: el Surrealisme. Considerava Dadà un error absurd i no pas allò que va donar peu al seu propi isme.

## Influències
Aquest moviment va influir estils, moviments i grups posteriors, com ara el surrealisme, el pop art (primer anomenat neodadaisme per alguns dels seus adherents) o el col·lectiu Fluxus.
Van haver de passar molts anys, després de la Segona Guerra Mundial, perquè es pogués valorar l’impacte de dadà. Gràcies a la publicació d’obres divulgatives als anys 50, com The Dada painters and poets de Robert Motherwell, o Un art autre (estudi on Michel Tapié defineix dadà com un punt de partida per una emancipació artística), es va donar a conèixer el moviment i es va originar una nova percepció, més enllà del retrat burlesc i poc seriós que se’n tenia fins aleshores. Al llarg dels anys, a mesura que passava el segle xx, els ideals iconoclastes de Dadà van servir d’inesgotable inspiració per a artistes de totes les tendències. El potencial artístic de la manca de lògica, de la brossa i del caos, ha tingut un clar impacte en el desenvolupament de l’art i la cultura fins a l’actualitat.
Es poden associar molts corrents posteriors amb la influència del dadaisme. El més clar, tal com s'ha mencionat amb anterioritat, va ser el surrealisme. Però, anys després, un cop superada la Segona Guerra Mundial, els moviments situacionistes de la dècada dels cinquanta van mostrar actituds de crítica social contra la societat capitalista, a través de vandalisme, graffitis, slogans, etc. Un altre corrent influït per dadà va ser el Pop-Art, que es caracteritzava per representar i celebrar la cultura popular i els objectes quotidians a través de colors brillants, imatges icòniques i sovint amb un toc d'ironia i crítica social. Els precedents d’aquesta mentalitat els trobem, principalment, als ready mades de Duchamp. Els artistes pop adopten la idea d’extreure un objecte del seu context per convertir-lo així en una obra d’art. Són immensament conegudes les Llaunes de sopa Campbell d’Andy Warhol, un producte banal que es va convertir en una obra d’art al ser transportat al llenç. La influència dadaista arriba, fins i tot, a moviments com els Hippies dels seixanta o el Punk, amb voluntats nihilistes, provocadores i de crítica social. L’ Street Art, el rap, l'art conceptual, les performances, l'art contemporani, els fotomuntatges… Tots han begut dels ideals que fa tants anys van ser promoguts per Dadà.

## Principals focus
- Zúric (1915-1919), on destaquen Tristan Tzara, Jean Arp, la intèrpret Suzanne Perrottet, els poetes alemanys Hugo Ball i Richard Huelsenbeck, el pintor romanès Marcel Janco o el pintor i cineasta alemany Hans Richter.
- Nova York (1915-1921), amb Marcel Duchamp, Francis Picabia o Man Ray.
- Berlín (1917-1923), amb Richard Huelsenbeck, George Grosz, Raoul Hausmann (un dels creadors del fotomuntatge, treball que va continuar John Heartfield).
- Colònia (1919-1921), amb Jean Arp, Max Ernst (i els seus collages inventius), J. T. Baargeld.
- Hannover amb Kurt Schwitters.
- París (1919-1923), on el dadaisme va conèixer el seu apogeu com a moviment, amb Tristan Tzara, Francis Picabia, Man Ray, André Breton, Paul Éluard, Louis Aragon, Philippe Soupault, i la seva fi amb la victòria dels dissidents surrealistes.

## Obres dadaistes
- Roue de bicyclette, de Marcel Duchamp (1915), considerada primera obra ready-made, composta per una roda de bicicleta fixada en un tamboret.
- Fountain, de Marcel Duchamp (1917), que va obrir el camí a les teories sobre els ready-made, relatives als objectes quotidians que no són fonamentalment artístics però què n'esdevenen si l'artista ho decideix. Consisteix en un urinari sota el títol de Font.
- Un peu d'eau dans du savon, de Beatrice Wood (1917), collage amb un dibuix d'un nu femení, en què el sexe està amagat sota una vertadera peça de sabó.
- Symétrie pathétique, brodat sobre un dibuix de Jean Arp.
- Gardes, de Sophie Taeuber (1918), escultura articulada evocadora de l'univers dels titelles.
- Triptyque abstrait, de Sophie Taeuber (1918), oli sobre llenç amb aplicacions de fulles d'or.
- Masque de Janco, de Sophie Taeuber (1918), màscara.
- Tête dada, de Sophie Taeuber (1918).
- L.H.O.O.Q. (1919, oli sobre llenç de Marcel Duchamp ironitzant sobre la Mona Lisa, afegint-li bigotis, pereta...).
- Composition abstraite, de Sophie Taeuber (1919), collage.
- Ready-made malheureux de Marcel, de Suzanne Duchamp (1919), tractat de geometria per a penjar del balcó.
- L'Esprit de notre temps, cap mecànic de Raoul Hausmann, 1919.
- Tu m', de Marcel Duchamp (1920).
- Da-Dandy, de Hannah Höch, collage.
- Ariette. D'oubli de la chapelle étourdie, de Suzanne Duchamp (1920).
- Jeune fille, de Francis Picabia (1920), tinta sobre paper.
- Rotative plaques verre, de Marcel Duchamp (1920), art prepsicodèlic.
- Disques avec spirales, de Marcel Duchamp (1923), art prepsicodèlic.
- La Mariée mise à nu par ses célibataires, même, de Marcel Duchamp (1923).
- Danses surréalistes, de Valeska Gert (1924).
- Paire de mariés bourgeois, de Hannah Höch (1927), oli sobre tela representant una model de fusta vestida amb vel blanc al llom del seu marit de frac.
- la Chute d'eau, de Marcel Duchamp.
- le Gaz d'éclairage, de Marcel Duchamp.